# Iblard Jikan
Iblard Jikan (jap. イバラード時間, Ibarādo Jikan) ist ein japanischer Film von Studio Ghibli. Veröffentlicht in Japan auf DVD und Blu-ray Disc am 4. Juli 2007 als Teil der Ghibli ga Ippai Collection. Die Handlung spielt in der Fantasiewelt von Iblard basierend auf den Gemälden Naohisa Inoues. Diese Gemälde inspirierten auch die Fantasieszenen von Ghiblis Stimme des Herzens – Whisper of the Heart.

## Musik
Aufbauend auf dem Film wurde ein Original Soundtrack von Kiyonori Matsuo komponiert und arrangiert. Er wurde zusammen mit dem Film veröffentlicht und enthielt acht Musikstücke.